# Theope brevignoni
Espèce
Theope brevignoni est une espèce d'insectes lépidoptères appartenant à la famille  des Riodinidae et au genre Theope.

## Taxonomie
Theope brevignoni a été nommé par Jean-Yves Gallard en 1996 en l'honneur de Christian Brévignon

## Description
Theope  brevignoni est un papillon au dessus de couleur marron foncé à noir suffusé de bleu et au revers plus clair, ocre pointillé de marron, avec, aux antérieures une ligne submarginale d'ocelles noirs pupillés d'un petit point bleu bien visible vers l'apex, et aux ailes postérieures en ligne terminée par un très gros ocelle noir doublement pupillé.

## Biologie
La femelle est attirée par les fleurs de Cordia.

## Écologie et distribution
Theope brevignoni n'est présent qu'en Guyane.

### Biotope
Il réside dans la forêt tropicale.

### Protection
Pas de statut de protection particulier.